# Grecs del Caucas
Els grecs del Caucas (en grec: Έλληνες του Καυκάσου, o simplement caucasians, en grec: 'Καυκάσιοι, anomenats en turc: Kafkas Rum), són les diverses comunitats gregues establertes a les regions orientals del mar Negre: al Caucas, a Transcaucàsia i al nord-est d'Anatòlia (regió del Pont), tant a l'època clàssica, com a la romana d'Orient, constituïdes especialment per comerciants, clergues ortodoxos, refugiats o mercenaris de les diverses guerres civils i períodes d'enfrontaments polítics. Tanmateix, aquests emigrants o colons grecs al Caucas han estat generalment assimilats per les poblacions indígenes, especialment la de Geòrgia, amb la qual els romans d'Orient compartien una fe i una cultura comunes, basades en l'Església Ortodoxa Grega.